# フェリチェ・ナタリーノ
フェリチェ・ナタリーノ（Felice Natalino, 1992年3月24日 - ）は、イタリア・カラブリア州カタンザーロ県ラメーツィア・テルメ出身の元サッカー選手。ポジションはDF。
インテル・ミラノで18歳でデビューするなど将来を嘱望されていたが、心臓の不整脈のため21歳で現役を引退した。

## 所属クラブ
- インテルナツィオナーレ・ミラノ 2010-2012

→ エラス・ヴェローナFC 2011-2012 (loan)
→ FCクロトーネ 2012 (loan)